# Tchapinius
Tchapinius is een geslacht van hooiwagens uit de familie Phalangiidae (Echte hooiwagens).
De wetenschappelijke naam Tchapinius is voor het eerst geldig gepubliceerd door Roewer in 1929. 

## Soorten
Tchapinius is monotypisch en omvat slechts de volgende soort:
- Tchapinius malaisei